# Subsecretaría de Minería de Chile
La Subsecretaría de Minería de Chile (Submin), es la subsecretaría de Estado dependiente del Ministerio de Minería, y encargada de colaborar con el ministro respectivo en la resolución de la política de fomento minero y asesorarlo en el ejercicio de sus funciones y atribuciones. Desde el 16 de agosto de 2023, Suina Chahuán Kim ejerce como subsecretaria de Minería, bajo el gobierno de Gabriel Boric.
El subsecretario también debe propender a la conservación de las riquezas mineras nacionales y a su adecuada explotación y aprovechamiento, además de proponer al ministro de Hacienda las concesiones mineras y las reservas minerales a favor del Estado, y supervigilar y coordinar el funcionamiento de las Oficinas y Servicios dependientes de dicho ministerio.

## Misión
Como misión de la Subsecretaría de Minería, se encuentran los siguientes objetivos estratégicos:
- Generar políticas públicas que permitan desarrollar al sector, entregando condiciones que impulsen la actividad minera y potencien su contribución al desarrollo nacional.
- Implementar acciones específicas para impulsar, articular y fortalecer la colaboración público-privada potenciando la actividad de la industria minera.
- Promover e implementar iniciativas para el sector minero que permitan transitar de una actividad basada en la explotación de recursos naturales a una basada en el conocimiento y la innovación.
- Promover y potenciar a la pequeña y mediana minería y a la minería artesanal, mediante la asistencia técnica, el apoyo financiero y el desarrollo de competencias laborales, para contribuir a su desarrollo en condiciones sustentables y de seguridad operacional.
- Fomentar la inversión en minería sustentable e inclusiva.

## Subsecretarios

### Subsecretario de Minas
| Titular | Partido | Inicio              | Final               | Presidente              |
| ------- | ------- | ------------------- | ------------------- | ----------------------- |
| ¿?      | ¿?      | 21 de marzo de 1953 | 5 de agosto de 1953 | Carlos Ibáñez del Campo |

### Subsecretarios de Minería
| Titular                                  | Partido | Inicio                   | Final                    | Presidente                 |
| ---------------------------------------- | ------- | ------------------------ | ------------------------ | -------------------------- |
| ¿?                                       | ¿?      | 5 de agosto de 1953      | 1954                     | Carlos Ibáñez del Campo    |
| Carlos Ruiz Fuller                       | Ind.    | 1954                     | 1957                     | Carlos Ibáñez del Campo    |
| ¿?                                       | ¿?      | 1957                     | 3 de noviembre de 1958   | Carlos Ibáñez del Campo    |
| Jorge Fontaine Aldunate                  | Ind.    | 3 de noviembre de 1958   | 1960                     | Jorge Alessandri Rodríguez |
| ¿?                                       | ¿?      | 1960                     | 3 de noviembre de 1964   | Jorge Alessandri Rodríguez |
| Germán Merino Merino                     | ¿?      | 3 de noviembre de 1964   | 1966                     | Eduardo Frei Montalva      |
| Jaime Varela Chadwick                    | PDC     | 1966                     | 3 de noviembre de 1970   | Eduardo Frei Montalva      |
| Hernán Soto Henríquez                    | PC      | 4 de noviembre de 1970   | 11 de septiembre de 1973 | Salvador Allende Gossens   |
| Rubén Schindler Contardo                 | Militar | 12 de septiembre de 1973 | 20 de marzo de 1979      | Augusto Pinochet Ugarte    |
| Bonifacio Neira Moraga                   | Militar | 20 de marzo de 1979      | 14 de diciembre de 1979  | Augusto Pinochet Ugarte    |
| Luis Camus Camus                         | Ind.    | 14 de diciembre de 1979  | 13 de mayo de 1980       | Augusto Pinochet Ugarte    |
| María Teresa Cañas Pinochet (subrogante) | Ind.    | 13 de mayo de 1980       | 19 de mayo de 1980       | Augusto Pinochet Ugarte    |
| Francisco Balart Gambo                   | Ind.    | 19 de mayo de 1980       | 31 de diciembre de 1980  | Augusto Pinochet Ugarte    |
| Herve Dilhan Boisier                     | Militar | 31 de diciembre de 1980  | 1 de diciembre de 1981   | Augusto Pinochet Ugarte    |
| Álvaro Larenas Letelier                  | Militar | 1 de diciembre de 1981   | 15 de enero de 1986      | Augusto Pinochet Ugarte    |
| Nelson Ferrada Aroca                     | Militar | 15 de enero de 1986      | 11 de marzo de 1990      | Augusto Pinochet Ugarte    |
| Iván Valenzuela Rabi                     | PPD     | 11 de marzo de 1990      | 11 de marzo de 1994      | Patricio Aylwin Azócar     |
| Sergio Hernández Núñez                   | PDC     | 11 de marzo de 1994      | 19 de agosto de 1997     | Eduardo Frei Ruiz-Tagle    |
| César Díaz-Muñoz Cormatches              | PDC     | 19 de agosto de 1997     | 11 de marzo de 2000      | Eduardo Frei Ruiz-Tagle    |
| Jacqueline Saintard Vera                 | PDC     | 11 de marzo de 2000      | 1 de julio de 2002       | Ricardo Lagos Escobar      |
| Isidro Solís Palma                       | PRSD    | 1 de julio de 2002       | 25 de septiembre de 2002 | Ricardo Lagos Escobar      |
| Patricio Morales Aguirre                 | PRSD    | 25 de septiembre de 2002 | 1 de octubre de 2004     | Ricardo Lagos Escobar      |
| Mario Cabezas Thomas                     | PRSD    | 1 de octubre de 2004     | 11 de marzo de 2006      | Ricardo Lagos Escobar      |
| Marisol Aravena Puelma                   | PRSD    | 11 de marzo de 2006      | 14 de enero de 2008      | Michelle Bachelet Jeria    |
| Verónica Baraona del Pedregal            | PDC     | 14 de enero de 2008      | 11 de marzo de 2010      | Michelle Bachelet Jeria    |
| Pablo Wagner San Martín                  | UDI     | 11 de marzo de 2010      | 2 de octubre de 2012     | Sebastián Piñera Echenique |
| Francisco Orrego Bauzá                   | Ind.    | 9 de octubre de 2012     | 11 de marzo de 2014      | Sebastián Piñera Echenique |
| Ignacio Moreno Fernández                 | PPD     | 11 de marzo de 2014      | 18 de noviembre de 2016  | Michelle Bachelet Jeria    |
| Erich Schnake Walker                     | PPD     | 18 de noviembre de 2016  | 11 de marzo de 2018      | Michelle Bachelet Jeria    |
| Pablo Terrazas Lagos                     | UDI     | 11 de marzo de 2018      | 31 de julio de 2019      | Sebastián Piñera Echenique |
| Ricardo Irarrázabal Sánchez              | UDI     | 31 de julio de 2019      | 31 de agosto de 2020     | Sebastián Piñera Echenique |
| Iván Cheuquelaf Rodríguez                | Ind.    | 31 de agosto de 2020     | 6 de enero de 2021       | Sebastián Piñera Echenique |
| Edgar Blanco Rand                        | RN      | 6 de enero de 2021       | 11 de marzo de 2022      | Sebastián Piñera Echenique |
| Willy Kracht Gajardo                     | CS      | 11 de marzo de 2022      | 16 de agosto de 2023     | Gabriel Boric Font         |
| Suina Chahuán Kim                        | Ind.    | 16 de agosto de 2023     | En el cargo              | Gabriel Boric Font         |